# BMW R 27
BMW R 27 – produkowany od 1960 do 1966 jednocylindrowy motocykl firmy BMW będący następcą modelu R 26.

## Historia
W 1960 na rynku pojawił się następca  modelu R 26. Podobnie jak on wyposażony wahaczowe zawieszenie obu osi. Wał napędowy został całkowicie schowany w prawej obudowie tylnego wahacza. Napięcie wstępne tylnej sprężyny mogło być regulowane bez użycia narzędzi. Również możliwa była regulacja przedniego zawieszenia. Zbiornik paliw został powiększony do 15 litrów, a w jego górnej części umieszczono pojemnik na narzędzia. Premiera przypadła na ciężkie czasy dla przemysłu motoryzacyjnego jak również w okresie pojawiania się na europejskich rynkach, początkowo niedocenianych, motocykli japońskich. Sprzedano 15364 sztuk w cenie 2430 DM.
R 26 dostępny był w kolorach, czarnym, niebieskim, białym, a nawet w wersji dwukolorowej. Zawsze występowały ręcznie malowane grube szparunki. 
R 26 był wykorzystywany w Bundeswehrze w standardowym lakierowaniu wojskowym, w Czerwonym Krzyżu w lakierowaniu kremowym i Policji w ówczesnym lakierowaniu ciemnozielonym. Używano go głównie w celach szkoleniowych.

## Konstrukcja
Jednocylindrowy silnik górnozaworowy o mocy 18 KM i stopniu sprężania 8,2:1 zasilany gaźnikiem Bing 1/26/68 o średnicy gardzieli 26mm. Suche sprzęgło jednotarczowe połączone z 4-biegową, sterowaną nożnie skrzynią biegów. Napęd koła tylnego zamkniętym wałem Kardana. Zamknięta spawana rama z rur stalowych z wahaczowym tylnego koła i wahaczem pchanym przy przednim kole. W obu kołach zastosowano hamulce bębnowe o średnicy 160mm. Prędkość maksymalna 130 (z wózkiem bocznym 90) km/h.